# Пігідій

Основні відділи тіла трилобіта, включаючи пігідій.

Пігідій (лат. Pygidium) — задній відділ черевця  ракоподібних та деяких  членистоногих, наприклад  комах і вимерлих  трилобітів. Він включає анальний отвір, а у самок може також включати яйцеклад.
У  павукоподібних пігідій сформований шляхом редукції останніх трьох сегментів  опістосоми в кільця, де відсутні відмінності між тергітами і стернітами. Пігідій присутній у представників таких груп павукоподібних: Palpigradi, Amblypygi, Thelyphonida, Schizomida, Ricinulei і Trigonotarbida.
Також він був у ранніх викопних представників родини Limulidae ряд мечохвостів.